# Interleucina 9
A Interleucina 9 ou HP40 é uma citocina produzida por linfócitos T auxiliares tipo 2 (Th2), eosinófilos e por mastócitos para estimular a proliferação e crescimento de outros mastócitos, eosinófilos e linfócitos T e prevenir suas apoptoses. Atua através do receptor de interleucina-9 (CD129 ou IL9R) ativando um "transdutor e ativador de sinais diferentes" (STAT). 
Aumentam a expressão de diversas citocinas, incluindo IL-1 beta, IL-5, IL-6, IL-9, IL-13 e TGF-beta gerando efeitos pró-inflamatórios. Pode aumentar respostas imunitárias, mas também pode causar alergia e autoimunidade.
Estimula o epitélio a produzir mucinas, IL-6 e IL-8. Estimula músculo liso e neutrófilos a produzir IL-8. 

## Asma
O gene que codifica para esta citocina tem sido identificado como um gene associado à asma e DPOC. Estudos genéticos com ratos demonstrou que essa citocina é um fator determinante na patogênese do excesso de resposta broncoconstritora.

## Melanoma
Em estudo com ratos inibiu a formação de melanomas. É possível que também previna outros tumores, mas deve ser usado com cautela para não induzir doenças autoimunes e asma.